# Mipus tomlini
Mipus tomlini is een slakkensoort uit de familie van de Muricidae. De wetenschappelijke naam van de soort is voor het eerst geldig gepubliceerd in 1950 door Van Regteren Altena.